# Église catholique en Bulgarie
L'Église catholique en Bulgarie (en bulgare : Католическата църква в България, Katolicheskata tsŭrkva v Bŭlgariya) désigne l'organisme institutionnel et sa communauté locale ayant pour religion le catholicisme en Bulgarie.

## Organisation contemporaine
L'Église est organisée en trois juridictions épiscopales exemptées qui ne sont pas soumises à une juridiction nationale au sein d'une Église nationale mais qui sont soumises à la juridiction universelle du pape, évêque de Rome, au sein de « l'Église universelle ».
Ces trois juridictions sont des Églises particulières ayant deux rites liturgiques différents, latin ou byzantin :
- deux juridictions observent le rite latin et rassemblent toutes les paroisses situées en Bulgarie : le diocèse de Nikopol (en) et le diocèse de Sofia et Plovdiv ;
- une juridiction observe le rite byzantin : l'exarchat apostolique de Sofia (en).

En étroite communion avec le Saint-Siège, les évêques des diocèses situés en Bulgarie sont membres d'une instance de concertation, la Conférence épiscopale de Bulgarie.

## Vingtième siècle
Depuis 1946, la Bulgarie n'a plus de religions d'État ni officielles, comme stipulé dans l'alinéa 2 de l'article 13 de la Constitution disant que « Les institutions religieuses sont séparées de l'État ». Toutefois, l'alinéa 3 précise que « La religion traditionnelle en Bulgarie est le culte orthodoxe ». L'article 37 précise que « La liberté des cultes ne peut être dirigée contre la sécurité nationale, l'ordre public, la santé publique et la morale ou contre les droits et les libertés des autres citoyens »,.

## Vingt-et-unième siècle
Dans une population de 7,1 millions d'habitants, l'Église catholique est une communauté religieuse minoritaire avec seulement 48 945 catholiques (0,68 %), après les orthodoxes (54%), les sans-religions (2%) et les musulmans (7.8 %).